# Jan Breugelmans
Jan Frans Breugelmans, né le 26 octobre 1886 à Turnhout et y décédé le 15 juillet 1957 fut un homme politique belge flamand socialiste. 
Breugelmans fut métallurgiste et assistant social.
Il fut élu conseiller communal (1921-38) de Turnhout; sénateur de l'arrondissement de Malines-Turnhout (1932-39).

## Sources
- Bio sur ODIS